# Матерн (узурпатор)
Вижте пояснителната страница за други личности с името Матерн.
Матерн (на латински: Maternus; † март 187) e римски узурпатор в Южна Галия против римския император Комод.
Според Херодиан той е дезертьор и бандит. Той служил с легион и като ветеран застава през 185 или 186 г. начело на бунтовническа армия и се провъзглася за император. В Испания е разбит от Песцений Нигер в т.нар. bellum desertorum. Той успява да избяга в Северна Италия, където продължава с бандата си да води война. Планува по време на празниците на Mater Deum Magna Ideae (Кибела) през март 187 г. да убие Комод. Планът му се разкрива и той е екзекутиран преди започване на празненствата. Това кара Комод да засили охраната си и още повече да не участва в управленските и обществените прояви.